# تادیو ترا
تادیو ترا (به پرتغالی: Tadeu Souza Terra) هافبک اهل برزیل است که در شهر نیتروی (RJ) و در تاریخ ۳۰ اکتبر ۱۹۸۶ به دنیا آمده‌است.
تادیو ترا در تیم‌های فوتبال Long Island Rough Riders سابقهٔ حضور دارد.